# اشتاینزلتس
اشتاینزلتس (به فرانسوی: Steinseltz) یک کمون در فرانسه با جمعیت ۶۴۹ نفر است که در بخش اگونو-ویسامبورگ واقع شده‌است.